# Palaemnema melanocauda
Palaemnema melanocauda är en trollsländeart som beskrevs av Kennedy 1942. Palaemnema melanocauda ingår i släktet Palaemnema och familjen Platystictidae. Inga underarter finns listade i Catalogue of Life.